# Nicholas Crispe
Nicholas Crispe ou Crisp (1598 - 26 février 1666), 1er baronnet, marchand d'esclaves, armateur et député au parlement anglais, était le fondateur de la Guinea Company, une compagnie commerciale anglaise fondée en 1618 pour le commerce sur les côtes de l'Afrique, et devint en 1625 son principal bénéficiaire. C'était l'un des très proches du roi Charles Ier, décapité en 1649, lui-même étant alors contraint de se réfugier en France.
Il est le premier britannique à avoir pratiqué la traite négrière, par le biais d'un monopole royal, qui lui a été retiré par le Parlement en 1640 au début de la première révolution anglaise.

## Parcours
Fils d'Ellis Crispe, shérif de Londres, il débuta par une fabrique de briques puis se lança dans la fabrication de verroteries à Hammersmith, en Angleterre. Son domicile londonien était Bread Street. Il a importé de la soie, de l'indigo, de l'or et des coquillages. Sa société a réalisé un profit d'un demi-million de sterling au cours des 11 à 12 années qui ont suivi 1632. 
Deux de ses frères ont épousé des filles d'un de ses associés, Rowland Wilson. 
Il est favorable à la répression de la révolte irlandaise et le roi l'avait anobli dès le 1er janvier 1640.

## Négoce d'or, ivoire et bois de teinture en Afrique
Les Aventuriers du Sénégal avaient obtenu en 1588 un monopole de dix ans, tout comme la Compagnie de Biemba en 1618, appelée aussi Guinea Company, qui est suspendu en 1624 au moment de l'activisme parlementaires contre les monopoles mais le site ghanéen de Kormantin avait déjà été visité en 1598 au moins par les Portugais.
Le site de Kormantin fut d'abord ignoré par les Portugais puis les Hollandais, malgré une offre en 1624 d'un chef africain local pour commercer. 
Jusqu'en 1640, les Britanniques n'ont pas d'intérêt pour les esclaves en Afrique et ne vont que sur les lieux d'autres approvisionnements (or, ivoire et bois de teinture). Leur premier fort, Kormantin, est construit en 1638, sans que cela témoigne d'un intérêt pour l'esclavage mais Crispe est bien le moteur de cette activité africaine depuis les années 1630.
En 1631, Arent Groote, un ancien employé mécontent de la Dutch West India Company, propose le site du fort aux Anglais en se vantant d'avoir l'accord du chef de l’État africain Fanti pour des droits commerciaux exclusifs. Et en 1631 et 1632, Nicholas Crispe reçoit un monopole sur l'importation de tous les produits d'Afrique y compris l'or. 
Arent de Groot arriva en août 1632 avec quatre navires sur le site de Komenda (Ghana). Il s'installa aussi à Kormantin, où un petit fort en bois fut érigé, et négocia un traité commercial avec les populations de l'ethnie des Fantis, sur les deux sites. Cependant, dès septembre 1633, la population de Komenda obligea les négociants blancs à abandonner la construction de leur fort, qui n'était pas achevée. Le commerce à Kormantin est modeste et surtout effectué via les navires jusqu'en 1635 tandis qu'un navire hollandais est accepté au même endroit par les locaux, pour faire jouer la concurrence.
À Kormantin, il fallut attendre l'arrivée de nouveaux bateaux au milieu des années 1630 pour le développement du site.

## Contexte créé par l'arrivée des Hollandais en Angola
En août 1641, l'escadre hollandaise de l’amiral Cornelis Jol, prend en Angola le plus grand fort portugais, Luanda, capitale de la colonie.
Les Britanniques ont commencé à s’approvisionner sur les côtes de l’Angola quelques années après 1641, mais indirectement et très progressivment. 
Dom Francisco Franque et le prince José du Ngoyo, deux notables locaux approchent les trafiquants anglais. En 1642, deux négriers anglais tentent de cèder aux Espagnols environ deux mille esclaves acquis des Néerlandais en Angola. 
C'est au cours de ces années que Crispe créé un "dépôt d'esclaves", achetés à d'autres négriers, à Kormantin, Fort qui avait jusque là été utilisé pour réapprovisionner les navires qui partent pour l'Inde ou en reviennent. Au même moment, l'île de la Barbade, aux Antilles anglaises, passe le cap d'un millier d'esclaves importés au cours de l'année 1645. Richard Ligon, présent à la Barbade en 1648-1649 a signalé dans son récit écrit plus tard en 1673 la présence d’esclaves venus d’Angola.
À une « date mal connue » mais sans doute proche, les Anglais ont tenté eux-mêmes de trafiquer sur la côte de l’Angola et du royaume Kongo, mais se sont heurtés durablement au gouverneur portugais, selon l’historien américain John K. Thornton. Lorsqu'ils tenteront une décennie au moins plus tard à nouveau d'opérer en 1659, l'Angola sequestre pendant deux ans les marins du navire anglais Hopewell.

## Traite négrière sur la Côte de l'Or
Chrispe fut un des bâtisseurs de la chaîne des forts de commerce du littoral ghanéen, construite entre 1482 et 1784 par des Portugais, Hollandais, Anglais, Suédois, Danois, Brandebourgeois et Français, dans  « une forte concurrence », avec plus de 50 comptoirs fortifiés sur à peine 300 km de côte, ou de quarante forts sur une distance de 200 kilomètres. 
En 1482, Diogo de Azambuja, partit à El Mina avec 600 hommes, dont une centaine de maçons, à la tête de dix caravelles. Dès 1503, les apports d'or y « étaient devenus si importants » que le gouverneur d'El Mina écrivait au roi du Portugal pour le supplier d'investir dans la sécurité. Dès leurs premiers voyages d’exploration, les Portugais croyaient y avoir trouvé l’Eldorado. Les mines du nord guanéennes connaissaient alors une pleine exploitation dont les musulmans exportaient la presque totalité par le Sahara. En 1515, les Portugais, chassés par des villageois d'El Mina, érigent un autre fort, Saint-Antoine d'Axim, près du village d'Axim et acquièrent  « une certaine influence dans l'intérieur » des terres. 
AU XVIe siècle et dans la première partie du suivant, la traite des esclaves portugaise se concentre sur le Congo et l'Angola, la région de la Côte de l'Or étant réservée à l'approvisionnement en or, via des réseaux de coopération avec les populations locales, relations très différentes de celle de l'Angola et du Congo. Et ainsi « vers 1610-1620, pour permettre à El Mina le commerce de l'or en particulier, alors en décadence, les Portugais décident qu'aucun Noir à dix lieues dans l'intérieur et le long de la côte ne sera capturé ni vendu ». Si les Portugais utilisent, quelquefois, des esclaves au Ghanba, ils sont issus du Congo, 1500 km plus au sud et non pas achetés mais vendu quand cela permet d'acquérir de l'or. Ils vendent aussi tissus et fer
et autres marchandises, à crédit, mais pas d'armes à feu car ils veulent éviter les conflits entre peuples locaux qui pourraient couper la route de l'or. Les Anglais prennent eux leurs premiers esclaves au Bénin, évitant d'en prendre sur la côte de l'or lors de leurs premières décennies, même quand ils s’arrêtent pour s'avitailler.
La concurrence débute entre Européens lors « de l'accès aux gisements d'or mêmes » d'une colline  « à quelques kilomètres à l'Ouest d'Elmina », puis « sur la confluence de l'Ankobra et de la Duma, à une vingtaine de kilomètres au Nord du fort » Saint-Antoine d'Axim via un petit fort du pays d'Iguira, abandonné par les Portugais selon  « une carte anonyme hollandaise de 1629 » à cause de la grande concurrence hollandaise et parce qu'ils trouvaient de l'argent au lieu d'or. Ainsi au début du XVIIe siècle, le «royaume» d'Axim ne s'opposait pas à la pénétration des Portugais dans le bassin du fleuve Ankobra, selon l'historien hollandais Albert van Dantzig, même si le Français Jean-Michel Deveau souligne l'inverse et relate qu'en 1623, les riverains de l’Ankobra attaquent une autre expédition portugaise remontant vers le nord pour ouvrir une mine à Aboasi, où le Fort Duma venait d'être érigé à 35 km d'Axim sur les rives de l'Ankobra la même année 1623 pour y extraire de l'or. En 1636, un tremblement de terre endommageant la mine et Fort Duma, les Portugais l'abandonnent. Les Hollandais reprendront ce fort, appelé Brofonson par les Africains, en 1653. 
Retrouvée dans les années 1950  comme ayant la plus forte teneur mondiale en or au monde, avec des gisements filoniens de 39 grammes à la tonne de tout venant, la mine d'Obuasi rouvrira dès la fin du XIXe siècle, puis assurera au XXIe siècle un demi-million d'onces d'or par an. Les Akan furent d'abord intégrés au royaume Denkyera, basé à côté de cette mine, la plus riche de tout le Guana à l'époque portugaise, et sa première version, Bono Manso, négociait son or avec les Mande de la boucle du Niger Bend et les Mossi puis avec tous les forts européens du XVIIe siècle dans lesquels la traite des esclaves ne remplace l'or qu'à la fin du 17e siècle, quand une guerre oppose les Ashanti, qui n'avaient pas accès à l'océan ni à l'or, et le royaume Denkyera en 1701–1702. 
Après avoir conquis El Mina en 1637, les Hollandais ont attendu la reddition des derniers Portugais du Fort Saint-Antoine d'Axim: en juin 1641 un  délégué fut reçu au château d'Elmina par le général Ruychaver pour lui confier que « les habitants ne reçoivent plus rien de la part des Portugais ». 
Sa garnison s'était réfugiée chez les Encasser, un peuple de l'intérieur, pour mener six mois une guérilla contre les Hollandais. Les derniers Portugais furent embarqués en août 1641 sur un vaisseau anglais. Les «Encasser», selon les anciennes cartes, appartenaient largement aux régions aurifères du Sud-Ouest ghanéen. Les premières années, la présence des Hollandais à Axim est assez modeste. Un traité enjoint de payer le droit du cinquième de la pêche et précise que « tous les Noirs qui viendraient au fort pour y acheter des marchandises recevraient comme dache quatre aunes de lin sur chaque benda d'or qu'ils dépenseraient ». 
Les Hollandais se plaignent de n'avoir reçu que 376 onces d'or au fort. En 1647, les gens du Fort Saint-Antoine d'Axim, excités par des marchands anglais, se refusent à nourrir la garnison et tuent un soldat hollandais mais Henry Caerlof « rétablit l'autorité hollandaise avec l'aide des «Encasser» dont il a acheté l'alliance ». 
Puis en 1649, il se prête aux projets d'un groupe formé autour de Laurens de Geer, fils du métallurgiste célèbre Louis De Geer et propose de nouveaux comptoirs comme Butri en Ahanta et Jumore en Appolonie. Le représentant la Compagnie néerlandaise des Indes occidentales se tourne ainsi vers la Compagnie suédoise d'Afrique pour bâtir le futur Fort Christiansborg, d'abord appelé Fort Osu. 
Les conflits entre Hollandais et Scandinaves se poursuivent ensuite, alors que l'esclavage n'avait alors pas encore pratiqué sur les côtes non-angolaises. Pas moins de cinq nations vont se disputer les anciens sites portugais. En 1652, les Suédois s'emparent aussi de tout le secteur du Fort de Cape Coast, également auparavant sous contrôle portugais, puis néerlandais. Fort Crèvecœur, érigé en 1649 par les Hollandais, est du coup repris en 1652 par les Français. 
Sollicités par le directeur d'El Mina, Johan Valckenburg, des chefs locaux lui fournissent les preuves de l'existence d'une «juridiction» du fort sur l'intérieur des terres, afin de contester cette concurrence suédoise. En septembre 1652, il visite aussi les pays d'«Abripiquem» et de «Jumore», la région nzima entre Assini et la bouche de l'Ankobra, « afin d'y saper la position suédoise ». Il remonte en 1653 le cours supérieur de l'Ankobra, dans le pays d'Iguira et y négocie avec le chef de «Dubacqua» (Awudua), village entouré de puits d'or, pour se faire céder un terrain où bâtir le petit «Fort Ruychaver», armé de quatre canons et agrandi six ans plus tard, afin d'obtenir le monopole de l'or et rendre les postes suédois rivaux de Jomore et de Takoradi «infructueux».
Entretemps, des populations locales mettent en concurrence les puissances européennes allant jusqu'à rebâtir un vieux comptoir de la Guinea Company à Cape Coast en mai 1647 juste à côté d'un autre hollandais . Mais les Anglais doivent l'abandonner l'année suivante. 
En 1640, le site de Kormantin, aménagé en 1638 et distant d'une trentaine de kilomètres d'El Mina avait été détruit par le feu. Pensant que les Hollandais sont les incendiaires, ce qu'ils démentent, les Britanniques le reconstruiront lourdement fortifié avec quatre bastions reliés par d’épais murs et un bâtiment de trois étages. Les travaux ne seront terminés qu'en 1647, quand le fort peut désormais accueillir des esclaves car aménagé avec de la ventilation .
Kormantin sera ensuite pris par des colons suédois vers la fin des années 1650, qui se servent de l'or qu'ils y trouvent pour payer la rançon de l'un des leurs.
La Guinea Company possédait depuis 1632 un autre fort sur la Gold Coast à Komenda (Ghana), du nom d'une ville minière d'Europe de l'Est, et une quinzaine de bateaux. 
En 1646, un capitaine amenant 14 esclaves de la côte des Esclaves béninoise à El Mina refuse de les débarquer faute d'équipements permettant de les accueillir. 
Mais en novembre 1646, le capitaine John Lad, le premier négrier anglais connu, arriva sur le navire Our Lady, pour le compte de marchands privés de Londres. Il a embarqué une cargaison de 100 esclaves à Winneba en janvier 1647, site sur lequel ses employeurs lui demandèrent d'installer un fort en 1648, évinçant la Guinea Company. 
En 1650, il installa aussi un fort à Accra, pour le compte de la Biemba Company, dont le nom est synonyme de Winneba, mais il est déserté trois ans après, , pour une raison inconnue, les Anglais n'y revenant que 20 ans plus tard. Winneba est à mi-chemin entre le Fort de Cape Coast, le "Carolusborg" fondé par les suédois en 1653, et Accra. Les Anglais scellèrent bien plus tard une alliance avec leurs voisins les Fantis et retardèrent ainsi l’extension de l’empire des Ashantis.
Au début des années 1650, Nicholas Crisp est exilé en France et les armées anglaises d'Oliver Cromwell sont à la Barbade et en Virginie, combattant d'autres colons et négriers royalistes exilés. 
Nicholas Crisp revient en Angleterre quand il soutient le général Monk, qui a évité un affrontement sanglant au Nouveau-Monde. C'est la fin de sa disgrâce. Mais en 1655 débutent les conflits entre lui les Danois tandis que les Suédois abandonnent la région .
En 1659, Johan Valckenburg publiera un rapport élaboré sur les possessions hollandaises en Afrique Occidentale, constatant que la compagnie suédoise ne suscite « plus de problèmes graves », car Caerlof est parti en Europe en 1655 puis revenu en 1657 au nom d'une nouvelle compagnie danoise, également en large partie une création hollandaise.  Résultat de l'offensive danoise menée par l'Allemand Jos Cramer et le hollandais Samuel Smit, avril 1663, toute la Côte de l'Or est contrôlée par les Danois, dont Fort Carlsborg et l’important Fort Chistiansborg, fleurons de l'ex-empire colonial suédois, pour être intégrés à la Côte-de-l'Or danoise. C'est la fin définitive de cet empire colonial suédois. Les Danois vont céder plusieurs forts aux Anglais mais seulement en 1683 et 1685 puis en rachètent en 1694.
En 1664, le Fort de Cape Coast est repris par les Britanniques et agrandi. Kormantin est également repris au début des années 1660 par les Anglais, qui en sont ensuite chassés par une attaque à grande échelle lancée en 1665 par l'amiral Michiel de Ruyter pour le rebaptiser fort Amsterdam, peu avant la paix entre les deux pays, à Breda en 1667.
Les vagues suivantes de concurrence étrangère, Brandebourgeois en 1683, Français en 1702, Anglais en 1756, amèneront une redéfinition de la juridiction du El Mina. Concernant les esclaves, ce littoral guanéen avait été négligé par les Portugais jusqu'à la fin 17e siècle, car ils en trouvaient suffisamment au Congo et en Angola. Mais vers la fin du siècle et au suivant, ils viennent y chercher des travailleurs pour extraire le métal qui vient d'être découvert dans les mines d'or brésiliennes du Minas Gerais. « Alors qu'au 17e siècle, les Portugais se procuraient de l'or au El Mina, contre des esclaves amenés par eux du Congo, au 18e siècle, c'étaient des esclaves qu'ils allaient chercher contre de l'or amené en fraude du Brésil », selon l'historien anglais A. F. C. Ryder. Les Brésiliens disposent alors une certaine qualité de tabac produite à Bahia, massivement demandée sur la côte d'Afrique du Ghana. Les Hollandais vont même autoriser des négociants portugais de Bahia à acheter des esclaves dans quatre ports de la Côte dite de El Mina : Grand-Popo, Ouidah, Jaquin, et Ара, à condition de payer une taxe de 10 % donnant droit à un passeport. Ce tabac a une telle réussite locale que les Français tentent d'en vendre aussi, comme en témoigne 18 mars 1750 un rapport de Pruneau de Pommegorge, du Fort Français de Ouidah. Des traces culturelles des Nagots population d'Afrique de l'Ouest vivant au Bénin seront retrouvés à Bahia au Brésil et celle des Ashanti du Ghana en Guyane Hollandaise et à la Jamaïque,  ou celles du Dahomey en Haïti.

## Parlement britannique
Élu au parlement britannique, Crispe obtient la ferme des douanes en 1639 et en retire plus de 15000 sterling, mais la Royal Navy lui réclame 5000 sterling en 1642 et le Parlement en tire prétexte pour placer ses biens sous sequestre en 1644, notamment la moitié du capital de la Guinea Company. Il est aussi question de saisir la moitié de la cargaison du navire '"The Star", qui ramène 10000 sterling d'or africain.
Selon l'enquête du parlement britannique, sa société aurait participé à la traite négrière, dans le cadre d'un monopole royal, et le parlement s'y est opposé dès 1640,.
Le monopole dont le roi fit bénéficier Crispe lui fut retiré en 1640.
Les objets de verroterie, dont on a retrouvé des traces dans les vestiges de sa fabrique en 1999, sont les mêmes que ceux retrouvés en Amérique et au Ghana, sur la Gold Coast, et n'ont pas d'autres équivalents auparavant en Angleterre. C'est la plus ancienne trace archaéologique de verroteries sur le sol anglais.
Il a été condamné en 1641 pour avoir collecté, sans autorisation du parlement, des commissions sur ses ventes, utilisées comme des garanties de prêt qu'il avait effectués au roi Charles Ier alors en difficulté financière, précisément en raison du conflit qui l'opposait au parlement sur le financement de l'armée. 
Crisp a été contraint par le Parlement à abandonner ses licences de trafic d'esclaves de Guinée vers la Caraïbe. Il est notamment interpellé par la Chambre des Lords en décembre 1643 et par la chambre des députés pour que sa participation dans la Guinea Company soit mobilisée pour payer ses dettes à la Marine nationale.
Le départ du pilier de la compagnie, Nicholas Crispe, est suivi d'une enquête parlementaire.

## Première révolution anglaise
Il est très proche du roi pendant toute la guerre civile des années 1640, au moment de la Première révolution anglaise. On le retrouve au centre d'un plan de mars 1643 pour diriger une armée chargée de s'emparer de la ville de Londres, où est centrée l'opposition au roi mais le projet échoue. Une de ses lettres à Sir Thomas Ogle est interceptée et publiée. La même année, il échoue à lever un régiment de 1 500 hommes.
Le 6 mai 1644, le roi lui donne commission pour financer 15 navires de guerre sur ses fonds et ceux de ses associés, en échange de 10 % de toutes les prises réalisées. À partir des portes de l'ouest de l'Angleterree il fait des troupes d'Irlande et joue un rôle important dans l'approvisionnement en laine et en étain, ainsi qu'en armes et munitions puis est nommé controleur général des postes. Lorsque le roi Charles Ier, est décapité en 1649, il fait partie de ses nombreux proches qui doivent se réfugier en France. Dès 1650, il effectue une tentative avortée pour débarquer des forces à partir des îles Scillies vers les côtes de la Cornouaille.

## Restauration anglaise
Son fils reprend les opérations de la Guinea Company à Kormantin en 1649-1650. Sa famille avait des liens avec les Parlementaires ce qui lui permet de revenir en Angleterre. Il rend des services secrètement au prétendant au trône, lui aussi exilé, Charles II. 
Il fait ensuite partie des royalistes qui signent une déclaration de soutien au général Monk, qui sort du camp d'Oliver Cromwell pour permettre la restauration du roi.
Au tout début de la Restauration anglaise, en mai 1660, il fait partie du petit groupe chargé de retrouver Charles II à  Breda pour préparer son retour sur le trône.
Il récupére sa concession à la Restauration pour s'investir cette fois dans la Compagnie anglaise des Indes orientales.
En 1661, son fils a obtenu le poste de collecteur des douanes pour le port de Londres.
Le retour d'exil des "Cavaliers" en 1661 donne un coup de pouce important au trafic négrier anglais mais en 1661 la Charte de la compagnie des aventuriers ne mentionne nulle part les esclaves. La moitié du capital appartient à des membres de la famille royale ou des pairs du Royaume. Dès 1661, elle évince le Duché de Courlande de l'embouchure du fleuve Gambie où est fondée James Island.
Des  planteurs de sucre comme Thomas Modyford,  gouverneur de la Barbade, puis de la Jamaïque s'impliquent directement: il est directeur de la Compagnie des aventuriers d'Afrique fondée le 18 décembre 1661 pour reprendre aux Hollandais, entre 1661 et 1664, les forts ghanéens de Morée, Takoradi, Anomabu et Egya, ainsi que celui de Carolusburg aux Danois et fonder ceux d'Anashan, Winneba et Accra. Il est ensuite l'agent à la Barbade de la Compagnie royale d'Afrique qui lui succède.
Les esclaves portaient marquées au fer rouge les initiales RAC ("Royal African Company") ou « DY » ("Duc d'York") son directeur, le futur Jacques II, qui succéda à son frère sur trône de Grande-Bretagne en 1685. Entre 1680 et 1688, elle a organisé 249 voyages en Afrique.
Les Néerlandais ont livré des esclaves venus d’Afrique centrale à la colonie anglaise de Virginie à la fin du xviie siècle, les négriers anglais prenant le relais vers 1720. Entre 1700 et 1750, plus de 45 000 Africains furent déportés en Virginie où la population d’esclaves était approximativement de 100 000 en 1750, dont 20 % natifs de l’Afrique centrale.
Les bateaux de Caroline du Sud, du Maryland et de la Virginie se déplaçaient pour aller acheter des esclaves à la Barbade anglaise. C'est seulement à partir de 1720 que les négriers anglais arrivent directement en Caroline du Sud, à Charleston et Savannah, et au sud de la Virginie à Port York.
Une "Histoire générale de l’Afrique" publiée par l’UNESCO mentionne une centaine d'esclaves par an dans les années 1639 venus de baie de Loango, alors contrôlée par les Portugais, puis 120 fois plus un siècle et demi plus tard, avec 12500 en moyenne chaque année durant la période 1762-78, alors que les Anglais s'y sont implantés vers 1650, suivis peu après par les Français, notamment quand en 1681 Jean Barbot, l'employé commun de la Compagnie du Sénégal française et la Compagnie royale d'Afrique anglaise prospecte la région.
Après 1720, cette baie de Loango est le centre « le plus actif » des négriers français, néerlandais et anglais. La majorité des déportés des années 1720-1730 furent transportés dans des négriers britanniques britanniques, qui vivent leurs « années d’or (...) entre 1730 et 1740 », quand sont « très actifs sur la baie de Loango ».
En 1944, Éric William affirmait que la traite des noirs aurait été « Une des principales sources de l’accumulation du capital qui en Angleterre, a financé la révolution industrielle ».

## Chronologie
- 1482 : les portugais fondent El Mina, début de la Côte-de-l'Or portugaise pour le détourner le flux d'or saharien : « caravelles contre caravanes »[36]
- 1515 : les portugais bâtissent sur un petit promontoire près du fleuve Ankobra le Fort Santo Antonio
- 1623 : les portugais attaqués par des locaux lors d'une expédition minière dans l'intérieur du Ghana
- 1636 : un séisme oblige les portugais à abandonner leurs mines d'or dans l'intérieur du Ghana
- 1637 : les portugais abandonnent El Mina et Fort Santo Antonio aux Hollandais
- 1646 : un navire anglais refuse de débarquer des esclaves à El Mina, pas équipé pour les garder
- 1649 : Nicholas Crispe se plaint d'avoir été évincé par la Compagnie suédoise d'Afrique sur le site de Carolusburg, futur fort de Cape Coast[23]
- 10 novembre 1650 : création par le parlement de Londres d'une taxe de 15 % sur la cargaison de tous les navires marchands
- 1651 : débarquement anglais avec saccages à la Barbade. George Monck négocie un compromis avec Thomas Modyford
- 1652 : la New Model Army fait le blocus de la Barbade pour y imposer des taxes[37]
- 10 juillet 1652: la Première guerre anglo-néerlandaise est déclarée, elle s'achèvera en 1654.
- 1652 : Henry Caerlof construit le futur fort Christiansborg, alors appelé fort Osu, à Accra
- 1652 : la New Model Army renverse le gouverneur royaliste de Virginie William Berkeley;
- 1655 : la New Model Army s'empare de la Jamaïque mais sans développer l'esclavage: les espagnols ont libéré avant environ 300 noirs
- 1655 : conflits entre Nicholas Crispe et les Danois.
- 1663 : de grands planteurs de la Barbade, Thomas Modyford, Colonel Benjamin Berringer et John Yeamans s'installent en Jamaïque
- 4 mars 1665: Charles II d'Angleterre déclare la Deuxième guerre anglo-néerlandaise aux Provinces-Unies, qui dure jusqu'au traité de Bréda
- 1665 : reprise par l'amiral hollandais Michiel de Ruyter
- 1666 : la Compagnie néerlandaise des Indes occidentales fait construire un deuxième fort, le fort Saint-Jacques, à El Mina.